# Hella S. Haasse

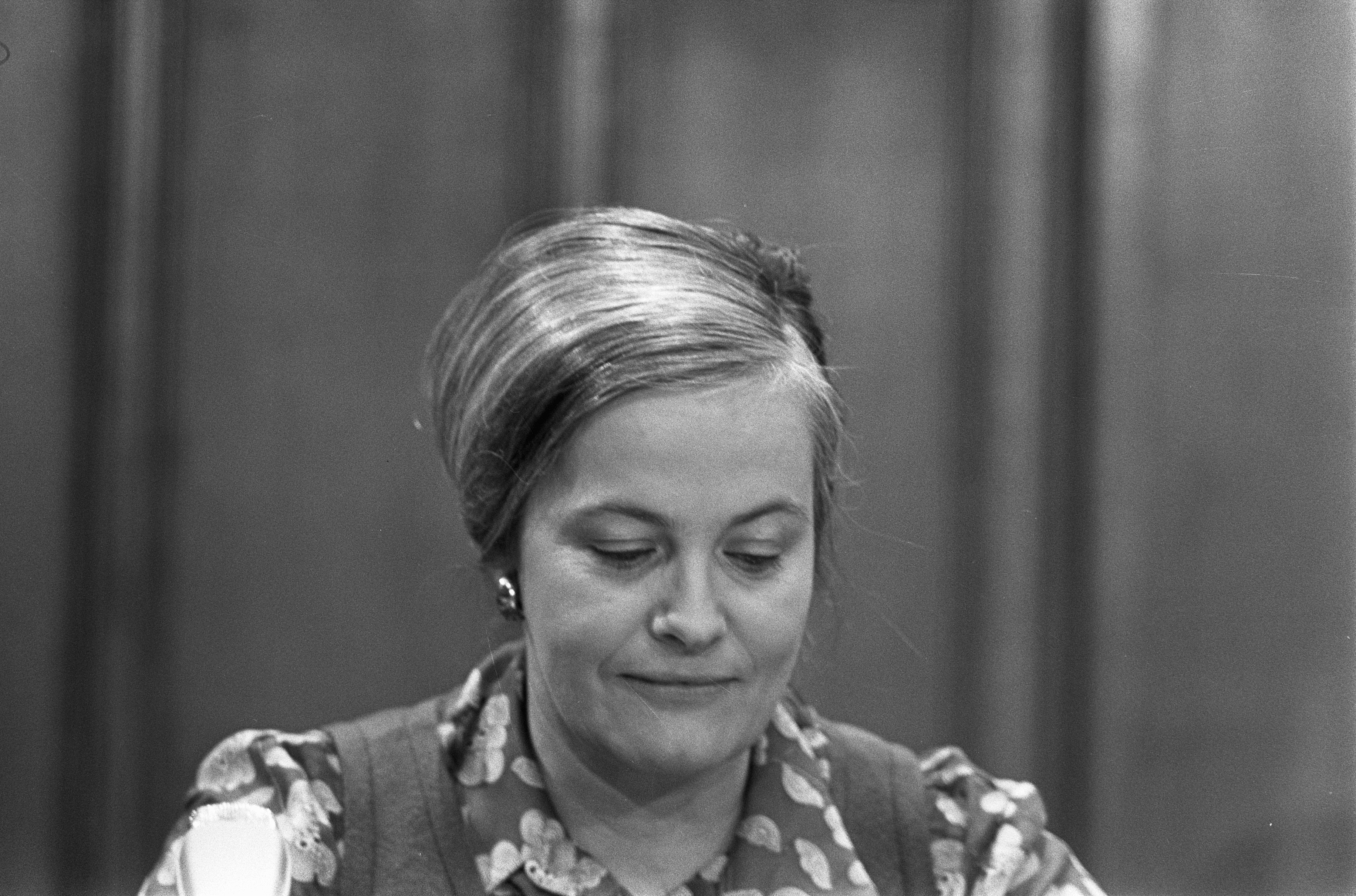
Hella S. Haasse (1970)

Hélène Serafia Haasse (2. února 1918, Batavia – 29. září 2011, Amsterdam) byla nizozemská spisovatelka, která patřila k jedné z nejvíce čtených nizozemských autorek v zahraničí. Za svůj život napsala téměř sedmdesát knih, mimo jiné novelu Oeroeg (Černé jezero, 2014) a Heren van de thee (Páni čajových plantáží, 2003).

## Život
Hella Haasse byla dcerou pianistky Käthe Diehm Winzenhöhler a finančního úředníka koloniální správy Willema Hendrika Haasseho. Narodila se v Batávii (dnešní Jakarta) a prakticky celé svoje dětství prožila s rodiči a se svým bratrem v Nizozemské východní Indii, což mělo vliv nejenom na její další život, ale i na její literární tvorbu. Již v dětství se věnovala psaní divadelních textů, ve dvanácti letech se pustila do psaní svého prvního historického románu. Četba a divadlo patřily v dětství k jejím největším vášním.
V roce 1938 odcestovala do Nizozemska, kde se rozhodla pro studium skandinávských jazyků a literatury. Se studiem tohoto oboru ale po roce skončila a začala se věnovat studiu herectví na Toneelschool v Amsterdamu. V únoru roku 1944 se Hella Haasse provdala za redaktora studentského časopisu Propria Cures Jana van Lelyvelda (1918–2008). Narodily se jim tři dcery: Chrisje (* 1944), která zemřela ještě jako malé dítě na záškrt, Ellen (* 1947) a Marijn (* 1951).
Kromě psaní se Hella Haasse věnovala i výuce na univerzitách a dalším aktivitám spojeným s literaturou. V roce 1986 učila na katolické univerzitě v Brabantsku, později, v roce 1992 na univerzitě v Leidenu. V letech 1988 a 1995 získala čestný doktorát za literaturu na univerzitě v Utrechtu a na katolické univerzitě v Leuvenu. Od roku 1987 byla čestným členem Belgické královské akademie pro nizozemský jazyk a literaturu (Belgische Koninklijke Academie voor Nederlandse Taal- en Letterkunde) v Gentu, od roku 1991 pak čestným členem Společnosti pro nizozemskou literaturu (Maatschappij der Nederlandse Letterkunde) v Leidenu. Od nizozemské královny Beatrix obdržela v roce 1992 čestné uznání za umění a vědu.
Poslední roky svého života strávila Hella Haasse v Amsterdamu, kde v roce 2011 ve věku 93 let zemřela.

## Dílo
Hella Haasse je považována za jednu z největších nizozemských spisovatelek. Častým námětem příběhů v jejích knihách je život v Nizozemské východní Indii, kde strávila spolu s rodinou celé svoje dětství. Tak je tomu i v jejím prozaickém debutu Oeroeg (Černé jezero, 2014), který byl v Nizozemsku vydán v rámci akce Týden knihy v nákladu 145 000 výtisků a díky kterému se dostala do čtenářského povědomí Nizozemců. Novela vypráví o přátelství mezi dvěma chlapci, synem nizozemského koloniálního úředníka a synem domorodého obyvatele Nizozemské východní Indie. Do té doby se Hella Haase věnovala převážně tvorbě kabaretních textů a psaní poezie.
Dalším významným dílem v tvorbě Helly Haasse je bezesporu román Heren van de thee (Páni čajových plantáží), který vyšel roku 1992 a téměř okamžitě se stal bestsellerem. Rovněž v tomto díle je ústředním tématem Nizozemská východní Indie.

## Literární ocenění
Hella Haasse získala za svoje dílo celou řadu literárních ocenění. Mimo jiné prestižní ceny jako je Constantijn Huygensprijs (1981), P.C. Hooftprijs (1983) a Prijs der Nederlandse Letteren (2004) za celoživotní dílo. Kromě těchto cen, obdržela i dvakrát čtenářskou cenu NS Publiekprij voor het Nederlandse Boek za romány Heren van de thee (Páni čajových plantáží) a Sleuteloog.

## Muzeum Helly Haasse
V únoru roku 2008 při příležitosti devadesátých narozenin spisovatelky bylo otevřeno Hella Haasse Museum (Muzeum Helly Haasse). Jde o virtuální muzeum, kde se návštěvníci mohou dozvědět více o osobě a životě samotné autorky. Kromě dokumentů jako jsou rodinné fotografie, dopisy, kresby v denících, jsou zde i obálky z prvních výtisků jejích knih a nejrůznější zvukové a obrazové záznamy.